# Volksbegehren „Artenvielfalt & Naturschönheit in Bayern“

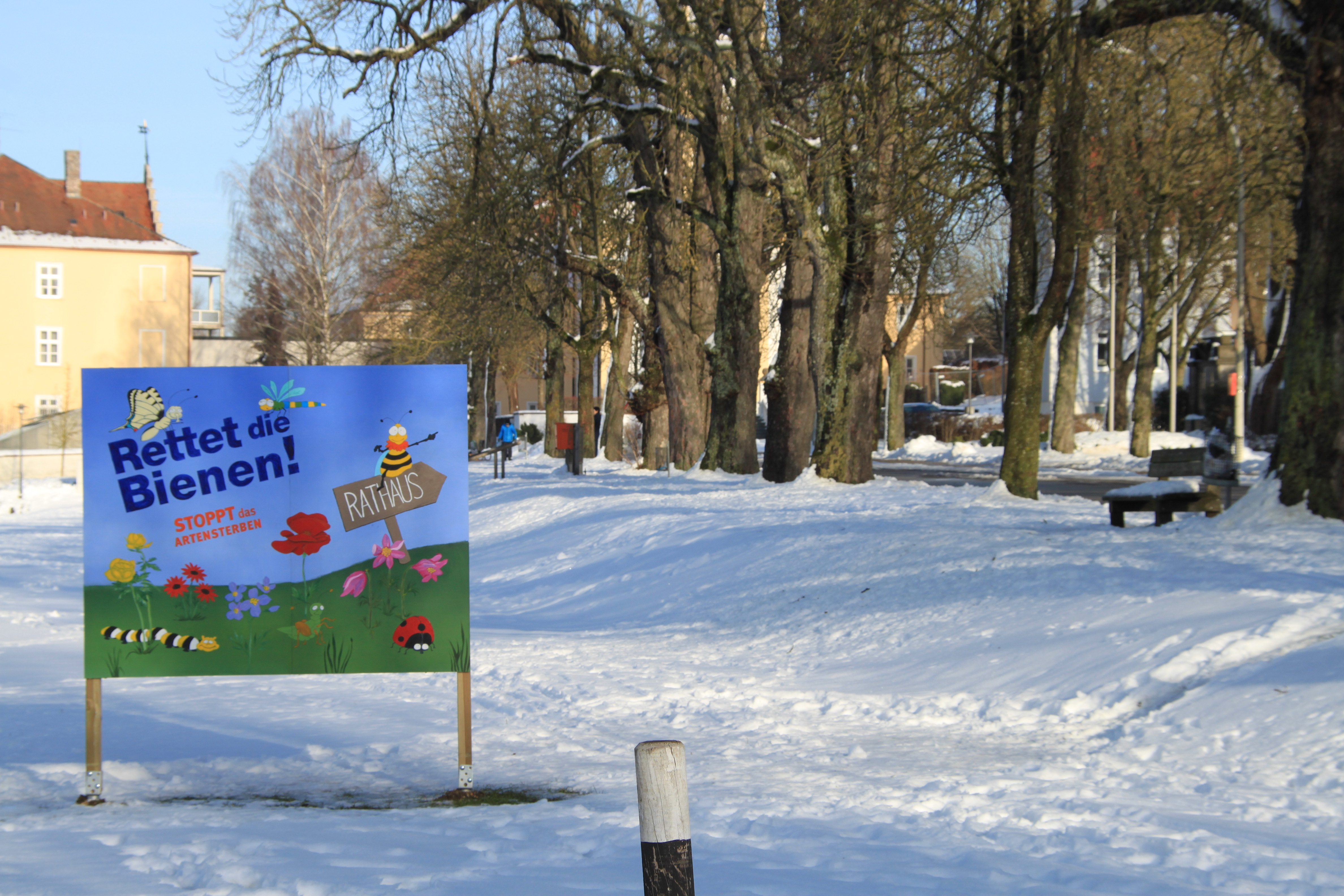
Ein Plakat in Mengkofen fordert zur Abgabe der Unterschrift im Rathaus auf

Das Volksbegehren „Artenvielfalt & Naturschönheit in Bayern“, bekannt geworden unter dem Motto Rettet die Bienen, war ein Volksbegehren, das Anfang 2019 im Freistaat Bayern stattfand. Es zielte darauf ab, durch eine Änderung des Bayerischen Naturschutzgesetzes die Entwicklung der Artenvielfalt in Flora und Fauna dauerhaft zu sichern und die bestehenden Lebensräume zu erhalten und zu verbessern. Initiiert wurde es von der ÖDP, später wurde es auch von Bund Naturschutz in Bayern, Landesbund für Vogelschutz, der Gregor Louisoder Umweltstiftung und den Grünen sowie zahlreichen gemeinnützigen Vereinen unterstützt. Der Landtag nahm das Volksbegehren an, so dass es nicht zum Volksentscheid kam. Damit war das Volksbegehren erfolgreich. Einige tiefgreifende Änderungen des Bayerischen Naturschutzgesetzes traten bereits am 1. August 2019 durch Landtagsbeschluss in Kraft.

## Gegenstand
Gegenstand des Volksbegehrens war ein Entwurf zur Änderung des Bayerischen Naturschutzgesetzes.
Laut Antragsstellern war es das Ziel des Gesetzesentwurfes, „dem Artenverlust, insbesondere dem Rückgang der Bienen und Schmetterlingen [sic!], entgegenzuwirken.“ Hierzu sah der Gesetzentwurf unter anderem vor:
- Bewirtschaftung der landwirtschaftlichen Fläche von mindestens 20 % bis 2025 und von mindestens 30 % bis 2030 gemäß den Grundsätzen des ökologischen Landbaus sowie die ökologische Bewirtschaftung staatlicher Flächen ab 2020[2]
- Verbot des Umbruches von Dauergrünland[2]
- Erhalt und Schutz der biologischen Vielfalt des Waldes als vorrangiges Ziel in staatlichen Wäldern[2]
- jährliches Mähen von 10 % des Grünlandes (bezogen auf die Landesfläche) erst nach dem 15. Juni[2]
- Schaffung eines 13 % der Fläche umfassenden Biotopverbundes im Offenland[2]
- Verbot von Pestiziden in Naturschutzgebieten und sonstigen geschützten Flächen[2]
- Schutz von Alleen, Streuobstwiesen (über 2500 m²), Feldgehölzen, Hecken, Säumen, Baumreihen, Lesesteinhaufen, Natursteinmauern, natürlichen Totholzansammlungen, Feldrainen, Bodensenken und Kleingewässern als naturbetonte Strukturelemente der Feldflur[2]
- Verbot von Himmelsstrahlern und ähnlich insektenschädlichen Beleuchtungsanlagen im Außenbereich[2]
- verbindlicher Schutz von Gewässerrandstreifen in der Breite von 5 m[2]
- verbesserte Bildungsangebote zum Naturschutz in Schule und Berufsausbildung[2]
- Verpflichtung der Staatsregierung zu jährlichen Berichten über den Erfolg der Maßnahmen[2]

## Verfahren und Verlauf

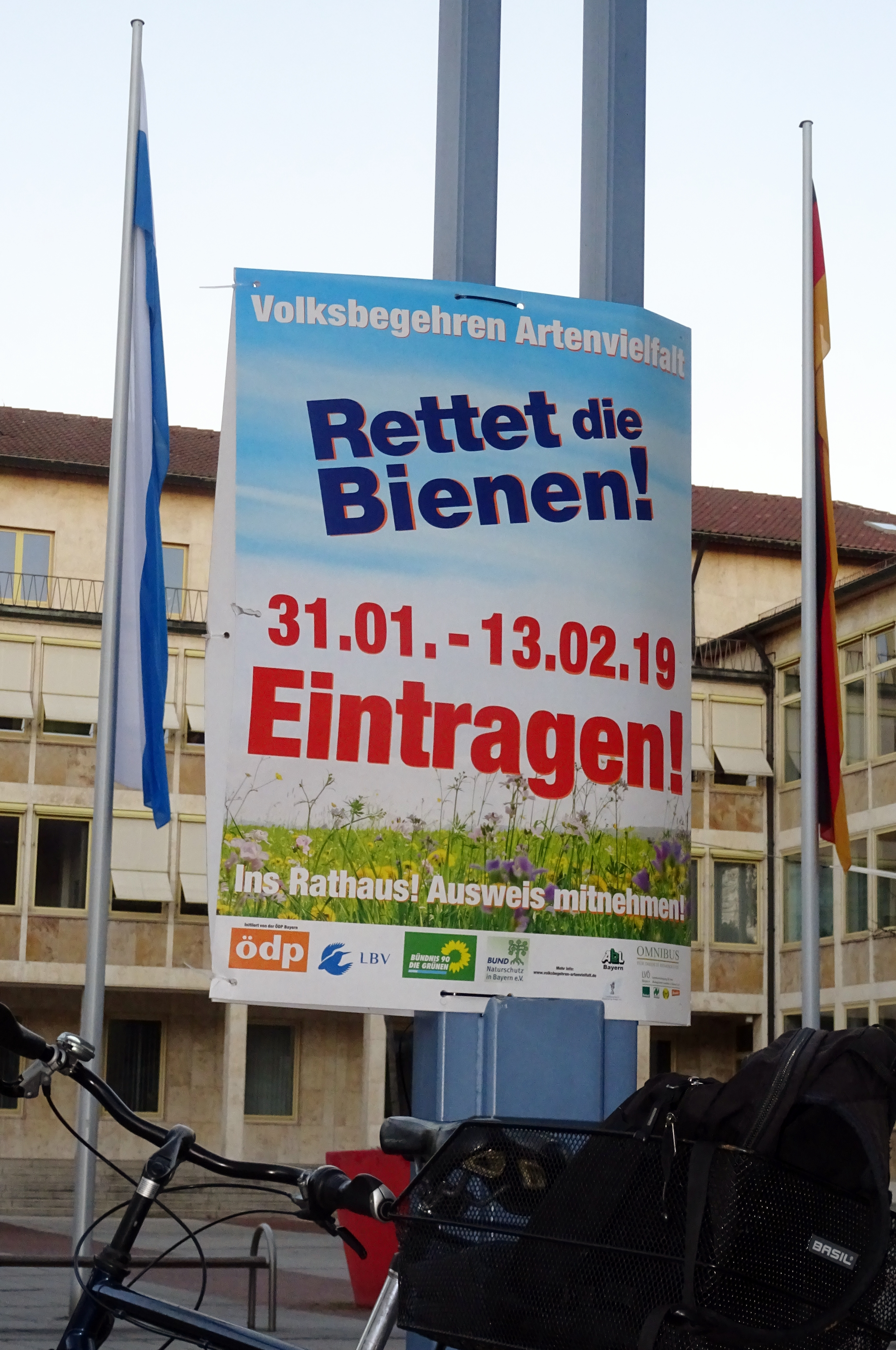
Plakat zum Volksbegehren vor dem Rathaus Neu-Ulm

Das Volksbegehren „Artenvielfalt & Naturschönheit in Bayern“ basierte auf Art. 63 ff. des Bayerischen Landeswahlgesetzes (LWG).

### Antrag
Knapp 94.700 stimmberechtigte Bürger unterschrieben den Antrag auf Zulassung des Volksbegehrens. Die gesetzlich vorgeschriebene Anzahl von mindestens 25.000 Stimmen wurde somit deutlich überschritten.
Das Bayerische Staatsministerium des Innern und für Integration gab dem Zulassungsantrag vom 5. Oktober 2018 deshalb mit Bekanntmachung vom 13. November 2018 statt. Die Landratsämter und Gemeinden erhielten Hinweise zur Durchführung des Volksbegehrens, datiert vom 19. November 2018.

### Eintragung
Mindestens 10 % der Stimmberechtigten – etwa 950.000 Personen – mussten sich innerhalb von 14 Tagen bei den örtlichen Verwaltungen in Listen eintragen, wenn sie das Volksbegehren unterstützen wollten. Die Eintragungsfrist dauerte von Donnerstag, 31. Januar, bis einschließlich Mittwoch, 13. Februar 2019. Stimmberechtigt waren alle, die am Tag der Eintragung auch stimmberechtigt gewesen wären, wenn an dem Tag eine bayerische Landtagswahl stattgefunden hätte.

### Ergebnis
Endgültiges Ergebnis: 1,741 Millionen von 9,493 Millionen eintragungsberechtigten Bürgern haben sich gültig eingetragen, das sind 18,3 %. Es ist damit das bisher erfolgreichste Volksbegehren in Bayern.

### Position der Staatsregierung
Der bayerische Ministerpräsident Markus Söder hatte bereits vor Ende der Eintragungsfrist zu einem „Runden Tisch“ ab dem 20. Februar 2019 eingeladen. Dabei sollte zusammen mit Vertretern beider Seiten ein Alternativgesetzentwurf erarbeitet werden. Unter Vermittlung des ehemaligen Landtagspräsidenten Alois Glück (CSU) fanden Treffen von Politikern, Bauernvertretern und Volksbegehren-Initiatoren statt.
Söder erklärte Anfang April 2019, die Landesregierung werde den Gesetzentwurf eins zu eins übernehmen.

### Behandlung im Landtag
Nach der Bekanntgabe des Endergebnisses am 14. März 2019 musste der Bayerische Landtag binnen vier Wochen zwischen folgenden Möglichkeiten entscheiden:
- Die Gesetzesvorlage des Volksbegehrens unverändert annehmen.
- Das Volksbegehren ablehnen und innerhalb von drei Monaten einen Volksentscheid über den Gesetzesentwurf durchführen. Dabei hätten die Stimmberechtigten über die Annahme oder Ablehnung des Gesetzentwurfes entschieden. Zusätzlich hätte der Landtag einen eigenen Gesetzesentwurf als Alternative vorlegen können. In diesem Fall hätten die Stimmberechtigten entschieden, welchen Vorschlag sie bevorzugen.
- Die Rechtsgültigkeit des Volksbegehrens bestreiten. Ein solcher Beschluss hätte vom Bayerischen Verfassungsgerichtshof geprüft werden können.

Obwohl die Staatsregierung im Vorfeld das Volksbegehren abgelehnt hatte, empfahl sie nach einem Meinungswechsel angesichts der hohen Bürgerbeteiligung in ihrer Stellungnahme dem Landtag die unveränderte Annahme der Gesetzesvorlage. Die erste Lesung des Gesetzentwurfs im Bayerischen Landtag fand am 8. Mai 2019 statt.  Am 17. Juli 2019 verabschiedete er das Gesetz mit 167 Ja-Stimmen, 25 Nein-Stimmen und fünf Enthaltungen. Das Gesetz trat am 1. August 2019 in Kraft.
Im Landtag wurde zeitgleich ein sogenanntes Versöhnungsgesetz verabschiedet, welches finanzielle Kompensationen für die Landwirte regelt und das Ziel definiert, bis zum Jahr 2030 in Bayern eine klimaneutrale Verwaltung zu erreichen.

## Träger und Unterstützer
Das Volksbegehren wurde im Mai 2018 von der Ökologisch-Demokratischen Partei Bayern (ÖDP) initiiert und zu diesem Zeitpunkt von 50 Organisationen unterstützt. In der frühen Phase im Sommer 2018 hatten sich der Landesbund für Vogelschutz und der Bund Naturschutz vom Volksbegehren distanziert, weil es aus ihrer Sicht nur auf Landesebene Einfluss hätte, die für den Artenschutz wichtigen Entscheidungen aber auf Bundes- oder Europaebene fallen würden.
Träger des Volksbegehrens sind nach dem Beitritt weiterer Organisationen die ÖDP Bayern, der Landesbund für Vogelschutz in Bayern, Bündnis 90/Die Grünen Bayern und die Gregor Louisoder Umweltstiftung. Unterstützer waren Protect the Planet, Bund Naturschutz in Bayern, die Arbeitsgemeinschaft bäuerliche Landwirtschaft (AbL) Bayern, der Landesverband bayerischer Imker, die Landesvereinigung für den ökologischen Landbau Bayern und die Bürgerinitiative Omnibus für direkte Demokratie. Hinzu kamen weitere 181 Organisationen als Bündnispartner.
Agnes Becker erhielt 2019 stellvertretend für den Trägerkreis des Volksbegehrens den mit 2.000 Euro dotierten Nachhaltigkeitspreis der Neumarkter Lammsbräu in der Kategorie NGOs. Sie erhielt ebenfalls im September 2022 von der Heinz Sielmann Stiftung den Deutschen Biodiversitätspreis für die Initiierung des Volksbegehrens.

## Kritik
Kritik am Volksbegehren kam insbesondere vom Bayerischen Bauernverband, den Freien Wählern Bayern und vom Bayerischen Jagdverband. Bei Umsetzung des Gesetzentwurfs werde es zu Einschränkungen der landwirtschaftlichen Betriebsweisen und zum Wegfall von Fördermöglichkeiten kommen. Besonders wurde darauf hingewiesen, dass es für Milcherzeuger schon heute schwierig sei, auf biologische Produktion umzustellen, weil die meisten Molkereien aufgrund zu geringer Nachfrage keine weiteren biologisch wirtschaftenden Betriebe als Lieferanten annehmen würden.
Die Unterstützer des Volksbegehrens führten dagegen an, dass der Gesetzesentwurf fast ausschließlich Zielvorgaben an den Freistaat Bayern formuliere. Die Umsetzung sei bis auf wenige Ausnahmen, z. B. die Gewässerrandstreifen, für den einzelnen Landwirt freiwillig. Der Freistaat könne daher gezwungen sein, die Förderung für ökologisch vorbildlich arbeitende Landwirte deutlich auszuweiten.

## Mängel beim Vollzug
Bei dem Versuch, das neue Gesetz zu vollziehen, zeigten sich schnell die Mängel bei der Umsetzung von sanktionierenden Maßnahmen zur Erreichung der geforderten Zielvorgaben. Keines der neuen Verbote kann von den Behörden tatsächlich durchgesetzt werden, da Verstöße gemäß dem neuen Bayerischen Naturschutzgesetz in keinem der Fälle als Ordnungswidrigkeiten gelten und noch nicht einmal mit Bußgeld bewehrt sind.
Der verbindliche Schutz von Gewässerrandstreifen gilt nicht sofort und überall, sondern nur entlang solcher Gewässer, die auf einer von der Wasserwirtschaftsverwaltung zu erstellenden Karte dargestellt sind. Diese in monatelanger Arbeit der Fachbehörden erarbeitete Karte, in welcher diejenigen Gewässer dargestellt sind, an denen die Randstreifen künftig nicht mehr als Acker bewirtschaftet dürfen, wurde von Ministerpräsident Söder nach dem Protest von etwas über Hundert Landwirten und der Vorsprache der Landwirtschaftslobbyisten Anfang Dezember 2019 kurzum für nichtig erklärt.
Von dem neuen Verbot, Dauergrünland umzubrechen, werden im neu hinzugefügten Art. 3 Abs. 5 BayNatSchG zahlreiche Ausnahmemöglichkeiten eröffnet.
In gleicher Weise ist die neue gesetzliche Regelung zum Schutz der Streuobstbestände gemäß Art. 23 Abs. 1 Buchst. b) Nr. 6 BayNatSchG nicht allgemein und überall wirksam, sondern sie gilt erst ab einer Flächengröße von 2.500 m² und ab einer Entfernung von 50 m von einem Gebäude.

## Nachahmer und Folgen
In Brandenburg läuft seit dem 15. April 2019 eine von Umweltschutzverbänden vorbereitete Volksinitiative, die eine ähnliche Zielsetzung hat.
Bundesumweltministerin Svenja Schulze erklärte im Februar 2019, dass ein deutschlandweites Insektenschutzgesetz beschlossen werden soll.
Das baden-württembergische Volksbegehren Artenschutz „Rettet die Bienen“ wurde im August 2019 vom Innenministerium für zulässig erklärt.
Der nach dem erfolgreichen Volksbegehren in Bayern eingeführte „Runde Tisch für mehr Arten- und Naturschutz“ hat am 9. Dezember 2019 auf Anregung von Ministerpräsident Markus Söder seine Arbeit wieder aufgenommen. U. a. sind jetzt Vertreter der kommunalen Spitzenverbände im Fokus, um Handlungsmöglichkeiten der Kommunen zu eruieren.
Im Juli 2020 wurde in Nordrhein-Westfalen die Volksinitiative Artenvielfalt „Insekten retten – Artenschwund stoppen“ gestartet.
Eine Klage der AfD gegen das Volksbegehren wurde im Oktober 2023 vom Verfassungsgerichtshof zurückgewiesen.